# Attundaland

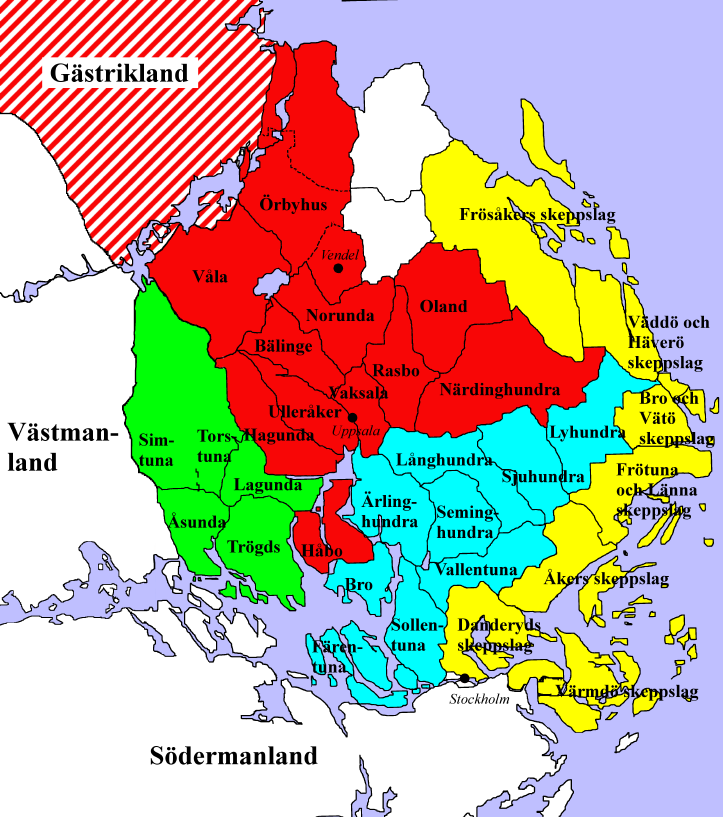
Folklands en Svitjod (Uppland/Gästrikland)
rojo = Tiunda
cian = Attunda
amarillo = Roden / Roslagen
verde = Fjärdhundra
La línea de la costa ha cambiado mucho en el último milenio. En la época medieval Roslagen se denominaba Roden.

Attundaland o la tierra de los ocho hundreds fue un antiguo reino vikingo de Suecia. Su nombre se refiere a la costumbre de proporcionar un leidang de 800 guerreros y 32 naves para los reyes de Gamla Uppsala. Snorri Sturluson menciona que Tiundaland era el más rico y fértil territorio de Suecia donde se encontraba el trono de los reyes de Upsala y del cual deriva y procede el nombre Uppsala öd. Attundaland tenía su propio thing pero todos los lagman estaban subordinados al titular de Tiundaland.
En abril de 2007, se resucitó el nombre Attunda como apelativo a la corte de apelaciones del distrito (tingsrätt), con la fusión de los distritos Sollentuna y Södra Roslags.